# HMHS Britannic

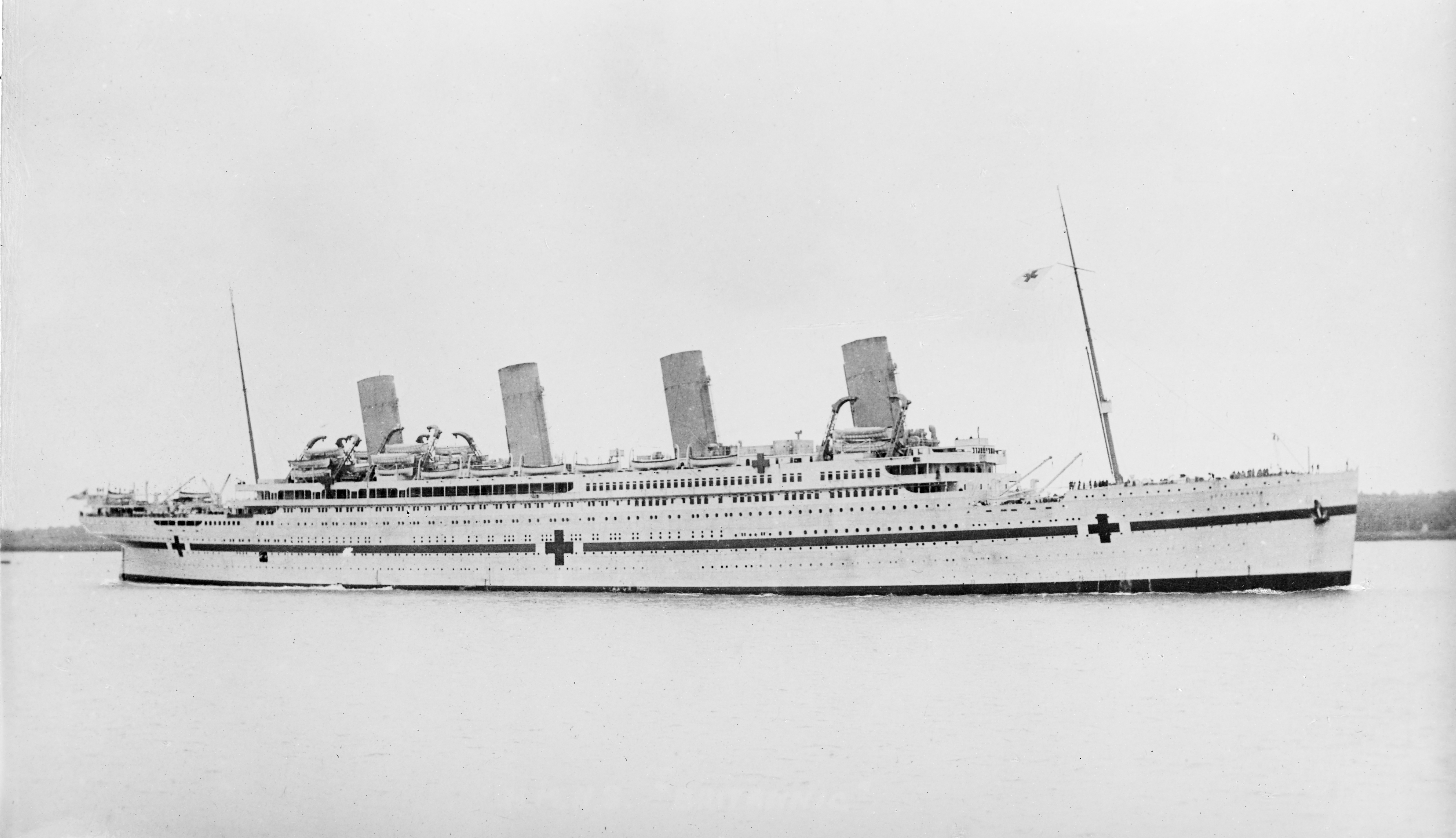
Nava HMHS Britannic

HMHS Britannic (1914) a fost al treilea și cel mai mare vas din trio-ul de nave-gigant al companiei White Star Line, navă soră cu Titanic și Olympic. S-a scufundat în 1916 după ce s-a ciocnit cu o mină; 30 de persoane și-au pierdut viața. Deși White Star Line a negat întotdeauna că a avut această intenție, unele surse susțin că nava trebuia să fie numită Gigantic - ipoteză susținută și de existența în mitologia greacă a trei feluri de ființe supranaturale: olimpieni, titani și giganți. După tragedia Titanic-ului, se presupune că numele a fost schimbat în Britannic. A fost a doua din cele trei nave care au fost numite Britannic.

## Ultima navă din clasaOlympic
Britannic a fost lansată la data de 26 februarie, 1914 la șantierele Harland and Wolff din Belfast și a început echiparea. În august 1914, înainte ca Britannic să efectueze curse transatlantice între Southampton și New York, Antanta (Anglia, Franța și Rusia) a declarat război Triplei Aliante (Germania, Austro-Ungaria și Imperiul Otoman). S-a crezut că războiul se va încheia de Crăciun, dar nu a fost așa. Imediat, toate șantierele navale ale Amiralității au fost însărcinate cu echiparea navelor cu material de război. Toată activitatea legată de nave civile (inclusiv Britannic) a fost încetinită. Autoritățile militare au transformat un număr mare de nave pentru transport de trupe. Amiralitatea plătea companiile pentru folosirea navelor lor dar riscul pierderii unei nave în timp de război era foarte mare. Cu toate acestea, marile pacheboturi nu au fost folosite pentru operațiuni militare deoarece navele mici erau mai ușor de folosit din punct de vedere logistic. White Star Line a hotărât ca serviciul comercial al navei Olympic să fie amânat până la trecerea pericolului. RMS Olympic s-a întors în Belfast pe data de 5 noiembrie, 1914, în timp ce lucrările la "sora" ei erau executate încet. Toate acestea se vor schimba în 1915.

### Navă-spital
Nevoia pentru folosirea navelor mari era tot mai pregnantă deoarece operațiunile militare s-au extins și în partea de est a Mării Mediterane, odată cu intrarea în război a Imperiului Otoman de partea Germaniei. În mai, Britannic și-a încheiat rodajul. În caz de urgență, putea fi folosită în patru săptămâni. În aceeași lună a venit și primul dezastru. Nava companiei Cunard, RMS Lusitania, a fost torpilată în zona coastei Irlandei de un submarin german în timp ce se întorcea de la New York. Nava s-a scufundat în optsprezece minute din cauza unei explozii secundare cauzată probabil de praful de cărbune. O altă ipoteză susține că nava transporta muniție spre Anglia și că acesta ar fi fost motivul exploziei secundare. 1200 de civili și-au pierdut viața. Companiile Cunard și White Star au rămas astfel cu două nave gigantice de fiecare.
În iunie, Amiralitatea a hotărât folosirea navelor mari pentru operațiuni militare. Primele care au mers au fost RMS Mauretania și RMS Aquitania. Numărul victimelor a atins proporții uriașe și acum era nevoie de nave-spital mai mari. Asa că RMS Aquitania a fost transformată în navă-spital (locul ei de navă de transportat trupe a fost luat de RMS Olympic). Numărul victimelor era în continuă creștere și s-a decis ca nava Britannic să nu mai stea degeaba în Belfast. Pe 13 noiembrie, 1915, nava a fost transformată în navă-spital și a fost vopsită în culorile necesare. A fost redenumit în HMHS (His Majesty's Hospital Ship - Nava spital a majestății sale) Britannic sub comanda căpitanului Charles Alfred Bartlett.

## Dezastrul
Dupa ce a încheiat cinci călătorii spre partea răsăriteană a Mării Mediterane și aducând în Anglia bolnavi și răniți, Britannic a plecat din Southampton cu destinația Lemnos la ora 14:23 în data de 12 noiembrie, 1916. Aceasta ar fi trebuit să fie a șasea călătorie în Marea Mediterană. Britannic a trecut de strâmtoarea Gibraltar la miezul nopții de 15 noiembrie și a ajuns la Napoli în dimineața de 17 noiembrie pentru aprovizionare cu cărbuni și apă, completând prima etapă a călătoriei sale.
O furtuna a reținut nava la Napoli pana a doua zi dupa-amiază. Apoi, căpitanul Bartlett a decis să profite de vremea bună și să scoată nava în larg. Dar apele s-au dezlănțuit și nava a trebuit să rămână în port până în ziua următoare. Furtuna a încetat iar nava a trecut strâmtoarea Messina fără probleme. Capul Matapan a fost trecut în dimineata de 21 noiembrie. Dimineața, nava înainta cu viteza maxima (21 de noduri - 43 km/h) prin Canalul Kea, între Capul Sounion și insula Kea.

### Explozia
La ora 8:12 în ziua de marți, 21 noiembrie, o puternică explozie provocată de o mină germană a zguduit nava. Reacția în restaurant a fost imediată. Doctorii și asistentele au fugit imediat la posturile lor. În momentul exploziei, pe puntea vasului se aflau căpitanul Bartlett și ofiterul Hume. Gravitatea situației a devenit în curând evidentă. Primele raporturi ale avariilor erau înfricoșătoare. Explozia a avut loc la tribordul navei, între compartimentele de marfă 2 și 3. Dar forța exploziei a afectat și doua uși etanșe. Asta însemna că primele patru compartimente ale navei se umpleau rapid cu apă. Pentru a face lucrurile și mai grave, tunelul fochiștilor, care leagă cabinele acestora și camera șase a cazanelor se umplea de asemenea cu apă.
Bartlett a ordonat imediat închiderea ușilor etanșe, a transmis un semnal de urgență și a ordonat pregătirea bărcilor de salvare. Din păcate, o altă surpriză era să se întâmple. Pe lângă ușile etanșe care s-au defectat în urma exploziei, ușa etanșă dintre camera 5 și 6 a cazanelor nu s-a închis din motive încă necunoscute. Acum apa pătrundea și în camera 6 a cazanelor. Britannic a atins limitele construcției sale. Putea sta la suprafață (staționar) cu șase compartimente indundate și avea pereții etanși ridicați până la puntea B. Aceste masuri au fost luate după dezasrul navei Titanic (Titanic nu putea să plutească decât cu maxim patru compartimente indundate și, în urma ciocnirii cu icebergul, cinci compartimente au fost inundate). Totuși, a fost alt factor care se pare ca ar fi pecetluit soarta navei Britannic: hublourile deschise. Majoritatea au fost deschise pentru aerisirea cabinelor. Pe măsura ce înclinația navei creștea, apa pătrundea prin aceste hublouri, inundând și al șaptelea compartiment. Având mai mult de șase compartimente inundate, nu mai era decât o chestiune de timp până când nava se scufunda.

### Evacuarea și ultimele momente
Pe punte, căpitanul Bartlett încerca să găsească o metoda de a salva nava. La numai două minute de la explozie, camerele 5 și 6 a cazanelor trebuiau evacuate. Cu alte cuvinte, după zece minute Britannicul se afla în aceeași situație în care se afla Titanicul la oră de la ciocnirea cu aisbergul. La un sfert de oră de la explozie, hublourile deschise de pe puntea E erau sub apă. Britannicul a început repede să se încline spre tribord (partea dreaptă a unei nave). Spre dreaptă sa, căpitanul Bartlett a zărit malul insulei Kea, situată la 3 mile (7 km) distanță. A decis să facă un ultim efort disperat de a salva nava, încercand să acosteze. Acest lucru nu era ușor datorită înclinației navei și greutății cârmei. Timona nu răspundea comenzilor dar oferind mai multă putere elicei din stânga, nava a început ușor să vireze spre dreapta.
În același timp, pe punte, membrii echipajului pregăteau bărcile de salvare. Imediat, un ofițer a început coborârea unei bărci dar, după ce a văzut ca motoarele erau înca în funcțiune, a oprit barca la doi metri de apă și a așteptat ordine de pe punte. La puțin timp după acest eveniment, au venit și ordinele: nici o barcă nu trebuie coborâtă, din vreme ce căpitanul încearcă să acosteze nava.
La ora 8:30, două barci lăsate in grija ofițerului David Laws au fost coborâte fără știința acestuia prin folosirea macaralei automate de coborare a bărcilor. Cele două bărci, dupa contactul cu apa, au început să fie trase de elicele încă în funcțiune, care erau deja deasupra apei. Cele două bărci au ajuns la elice și, împreună cu ocupanți, au fost făcute bucăți.
Căpitanul Bartlett, văzând ca apa intra în nava tot mai rapid pe măsura ce înainta și că riscul producerii de noi victime era mare, a dat ordinul ca motoarele să fie oprite. Elicele s-au oprit cu puțin timp înainte ca o a treia barcă să fie făcută bucăți. Căpitanul a dat oficial ordinul de abandonare a navei la ora 8:35 iar barcile sa fie coborâte degrabă.
La ora 9:07, la doar 55 de minute de la explozie, nava s-a rostogolit pe partea dreapta iar coșurile au început să se prăbușească. Britannicul a devenit o capsulă a timpului pe fundul Mării Egee.